# 거창 강남사지 석조여래입상
거창 강남사지 석조여래입상(居昌 江南寺址 石造如來立像)은 대한민국 경상남도 거창군 위천면 상천리에 있는 석조여래입상이다.
1997년 1월 30일 경상남도의 유형문화재 제322호 거창강남사지석조여래입상으로 지정되었다가, 2018년 12월 20일 현재의 명칭으로 변경되었다.

## 개요
경상남도 거창군 위천면 상천리 강남사 절터에 있는 석조여래입상으로 부처의 몸에서 나오는 빛을 형상화한 광배(光背)를 가지고 있다.
얼굴은 마모가 심하며, 목에는 3줄의 주름인 삼도(三道)가 뚜렷하게 표현되었다. 양 어깨를 감싸고 입은 옷을 입고 있는 것 같으나 전체적으로 마모가 심해 형체를 알아볼 수가 없다.

## 참고 문헌
- 거창 강남사지 석조여래입상 - 국가유산청 국가유산포털